# Вальдес Перес, Денис Умбертович
Дени́с Умбе́ртович Вальде́с Пе́рес (26 февраля 1979, Москва) — российский футболист, вратарь.

## Карьера
Сын испанского студента, начал играть в футбол в Элисте сначала в СДЮШОР, а затем в дубле и главной команде «Уралана». В высшем дивизионе провёл две игры в 2000 году. Позже выступал в командах второго дивизиона «Локомотив-Тайм» из города Минеральные Воды, «Лобня-Алла», «Волга» из Твери, «Спартак-МЖК» из Рязани, «Дон» из Новомосковска.